# Perrottetia simplicissima
Perrottetia simplicissima är en tvåhjärtbladig växtart som beskrevs av R. Sánchez Montano, J.L. Fernández Alonso. Perrottetia simplicissima ingår i släktet Perrottetia och familjen Dipentodontaceae. Inga underarter finns listade.